# Cordillera Oriental (Colombia)
La Cordillera Oriental es uno de los tres ramales en los que se divide la Cordillera de los Andes en Colombia. Se extiende en dirección suroeste-nordeste desde el Nudo de Almaguer o Macizo Colombiano, en el departamento del Cauca, hasta la serranía de Perijá, en La Guajira.

## Formación
La formación de la Cordillera Oriental es un proceso complejo que se desarrolló a lo largo de diferentes escalas de tiempo geológicas. El Neoproterozoico, que abarca desde hace aproximadamente 1000 millones hasta 541 millones de años, se refiere al momento en que se formaron algunas de las rocas que componen la Cordillera Oriental. Sin embargo, el proceso de formación de las montañas que dio forma a la cordillera tal y como la conocemos hoy en día es más reciente.
La orogenia andina, que formó la Cordillera Oriental moderna, se produjo en varias fases, comenzando hace unos 25 millones de años, durante el Oligoceno, en el Cenozoico. Este proceso aún continúa, con una actividad tectónica que sigue dando forma a la región.
La formación de la Cordillera Oriental en Colombia es un proceso complejo que implica movimientos de placas tectónicas. La cordillera de los Andes, incluida la Cordillera Oriental, se formó debido a la subducción de la Placa de Nazca bajo la Placa Sudamericana.
Algunos puntos clave sobre las placas tectónicas implicadas:
- Placa de Nazca: pequeña placa oceánica que se subduce bajo la placa sudamericana.
- Placa sudamericana: placa continental que ha sido sobrecorrida por la placa de Nazca, lo que ha dado lugar a la formación de la cordillera de los Andes.

El proceso de subducción ha provocado actividad volcánica, terremotos y la creación de la compleja estructura geológica de la Cordillera Oriental.

## Geografía
La parte occidental de la cordillera pertenece a la cuenca del río Magdalena, mientras que la vertiente oriental incluye las cuencas hidrográficas de los ríos Amazonas, el Orinoco y el Catatumbo.
Entre su relieve se destaca el Altiplano Cundiboyacense y la Sierra Nevada del Cocuy (con los únicos picos nevados de esta cordillera).
Importantes ciudades como Bogotá, la capital de Colombia y Tunja se encuentran en ella. La cordillera oriental en Colombia constituye una región dinámica económicamente y altamente poblada gracias a sus ricos suelos y generosas lagunas y ríos que pertenecen a las cuencas del Magdalena y el Orinoco de Colombia y Venezuela.
La cordillera Oriental es el rasgo predominante en el relieve de los departamentos de Cundinamarca (15%), Boyacá (16%), Santander (21%) y Norte de Santander (15%). 
Forma el límite oriental o suroriental de Huila (7%), Tolima (3%), Cesar (4%) y La Guajira, y su piedemonte oriental alcanza al occidente de los departamentos de Caquetá (7%), Meta (6%), Casanare (4%) y Arauca (3%).

## Hechos históricos

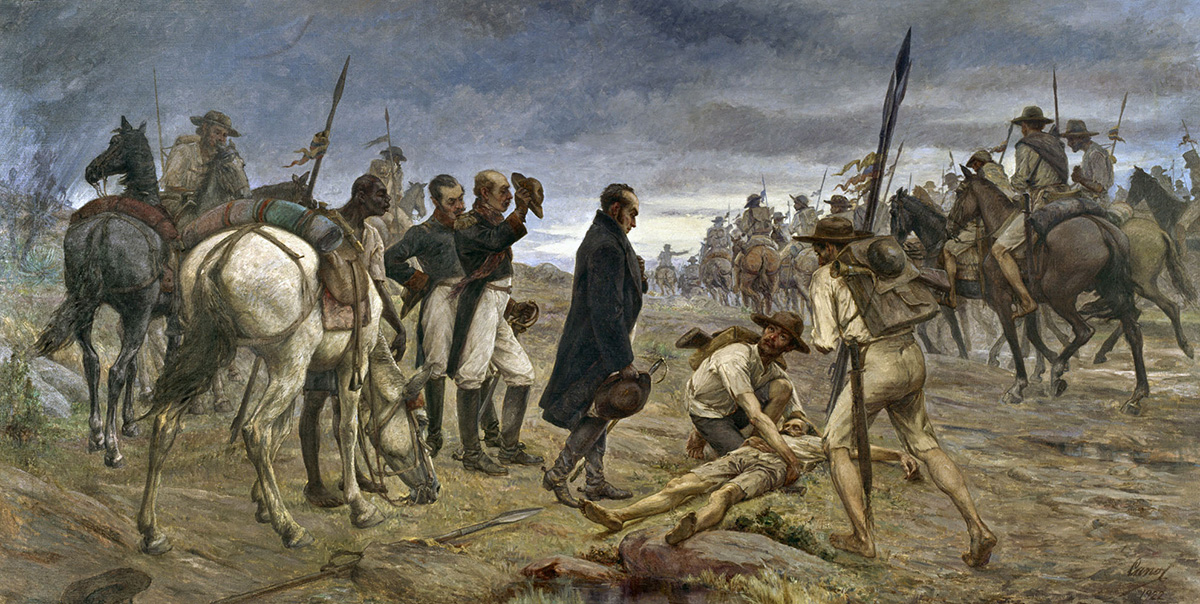
Paso del ejército del Libertador por el Páramo de Pisba, obra de Francisco Antonio Cano, 1922.

A partir de 1810 varias juntas autonomistas e independentistas se crean en la Nueva Granada (actual Colombia) en lo que pasó a conocerse como Gritos independentistas. Sin embargo, retomado el poder en España por Fernando VII, este envió una expedición de reconquista en 1815. El virreinato reinstaurado castigó duramente a los criollos que participaron de los levantamientos (patriotas) consolidándose un régimen del terror al mando del virrey Juan de Sámano.
Varios grupos patriotas sobrevivieron, bien como guerrillas, bien formando grandes ejércitos en zonas como los Llanos. En 1819, un ejército proveniente de los llanos y comandado por Simón Bolívar y Francisco de Paula Santander, asciende la cordillera por el Páramo de Pisba y derrota al ejército realista en las batallas del Pantano de Vargas y el Puente de Boyacá ubicado en la ciudad de Tunja, de esta manera se crea la Gran Colombia  (hoy conocida como la República de Colombia).
La travesía por la cordillera fue estratégica no solo por la dificultad del terreno, sino también por la necesidad de desarticular al ejército realista que aún mantenía posiciones fuertes en el interior del país. La historia de estas batallas y la heroica lucha de los patriotas sigue siendo uno de los relatos más emblemáticos de la independencia.

## Orografía

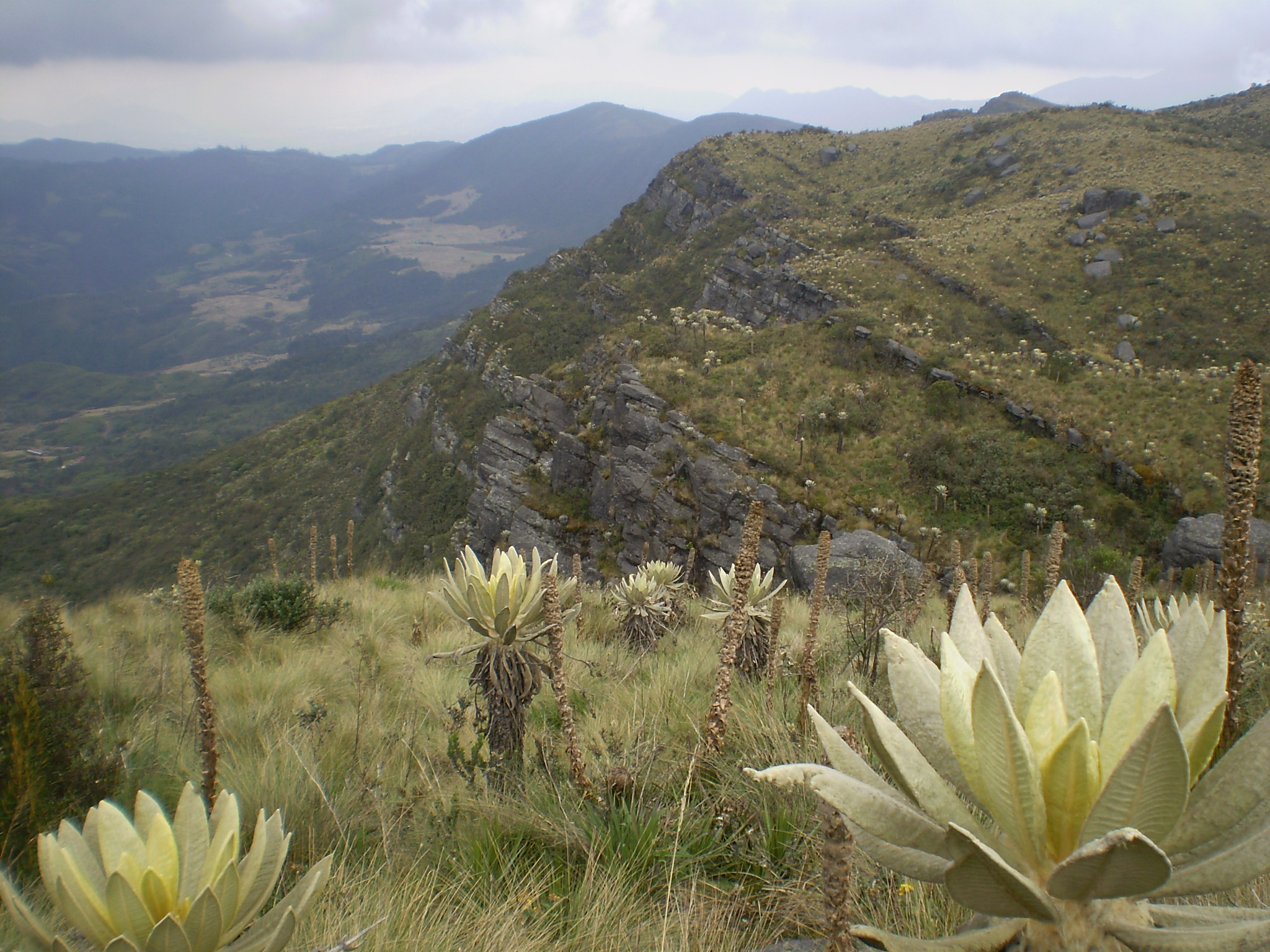
Páramo de Guerrero en Cundinamarca.

La Cordillera Oriental está dividida en varios subsistemas montañosos importantes. Entre estos destacan el Altiplano Cundiboyacense, una amplia meseta ubicada en la región central de la cordillera, y la Serranía del Perijá, que marca el límite con Venezuela. La Sierra Nevada del Cocuy es otra de las formaciones más notables, siendo hogar de los picos más altos de la región, como el Ritacuba Blanco.

Otros picos significativos incluyen el Páramo de Santurbán y el Páramo de Sumapaz, que son zonas de alto valor ecológico, especialmente en términos de regulación hídrica y biodiversidad.

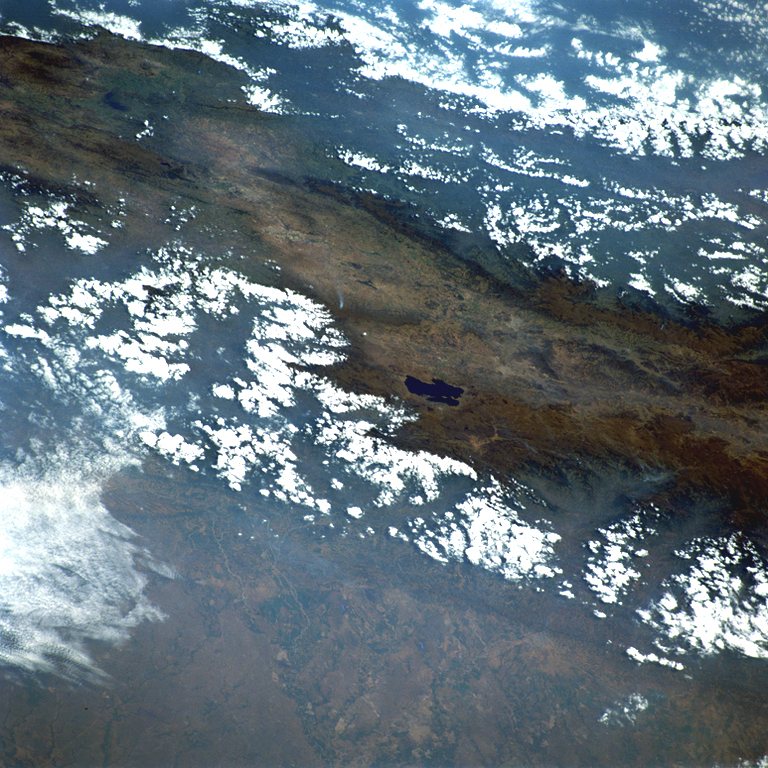
Cordillera Oriental vista desde el espacio

### Subsistemas montañosos
- Altiplano Cundiboyacense
- Macizo Colombiano (3250 m s. n. m.)
- Sabana de Bogotá
- Serranía del Perijá
- Serranía de los Yariguíes
- Sierra Nevada del Cocuy (5410 m s. n. m., Ritacuba Blanco)
- Sierra de Pirgua (3120 m s. n. m.)

### Alturas notables
- Alto del Moral (3105 m s. n. m.)
- Cerro Pintado (3600 m s. n. m.)
- Cerro San Luis
- Cerro de Monserrate
- Cerro de Guadalupe
- Cerros Orientales de Bogotá
- Cerros Orientales de Bucaramanga
- Loma Colorada (3180 m s. n. m.)
- Monte del Malmo (3250 m s. n. m.)
- Páramo de Chingaza (4100 m s. n. m. Pico sin nombre, San Juanito Meta)
- Páramo de Choachí (3870 m s. n. m.)
- Páramo de Cruz Verde (3500 m s. n. m.)
- Páramo de Pisba (3906 m s. n. m.)
- Páramo de Santurbán (4290 m s. n. m.)
- Páramo de Sumapaz (4306 m s. n. m.)
- Páramo del Almorzadero o en nombre antiguo Comoguate

## Hidrografía

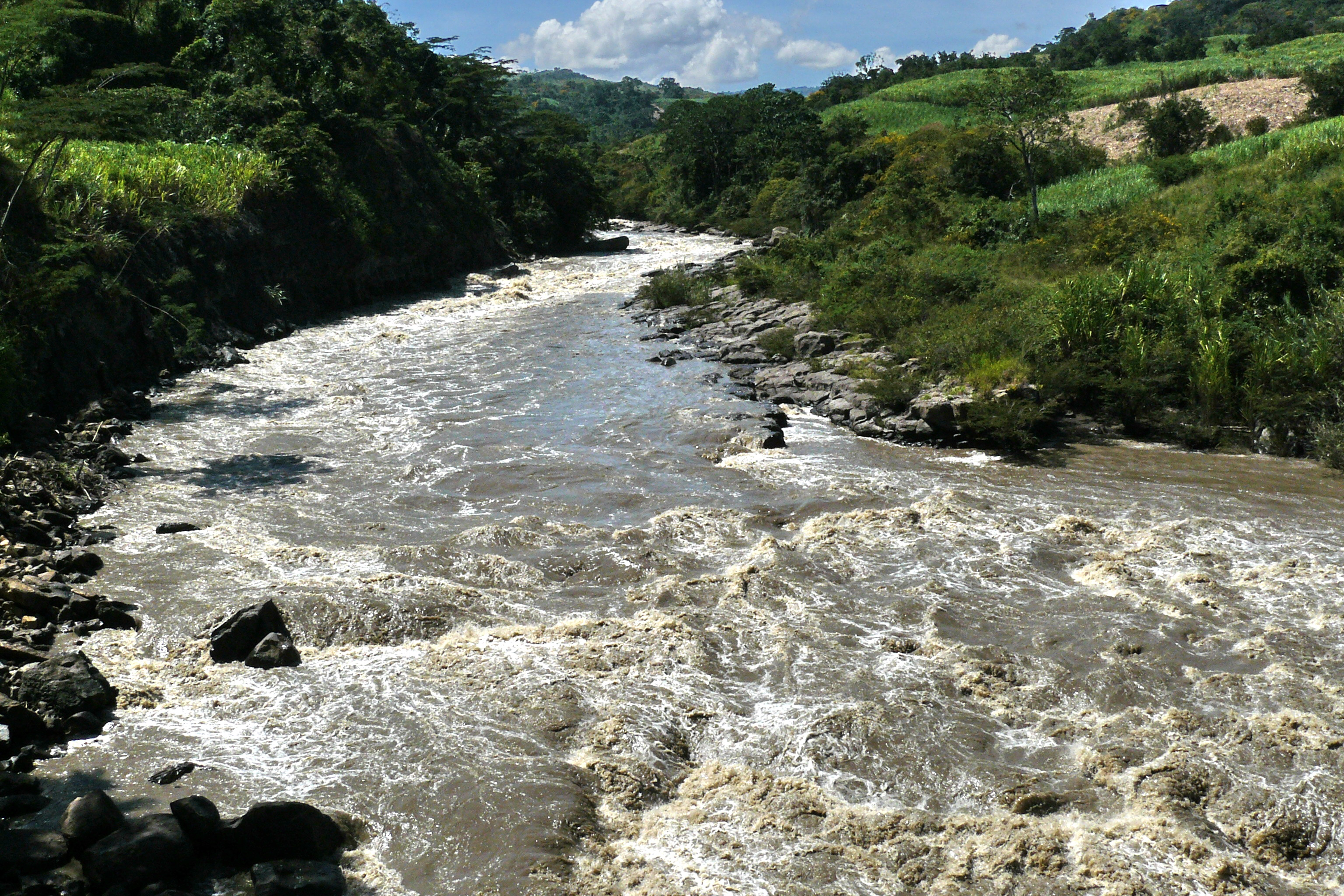
Río Suárez en Santander.

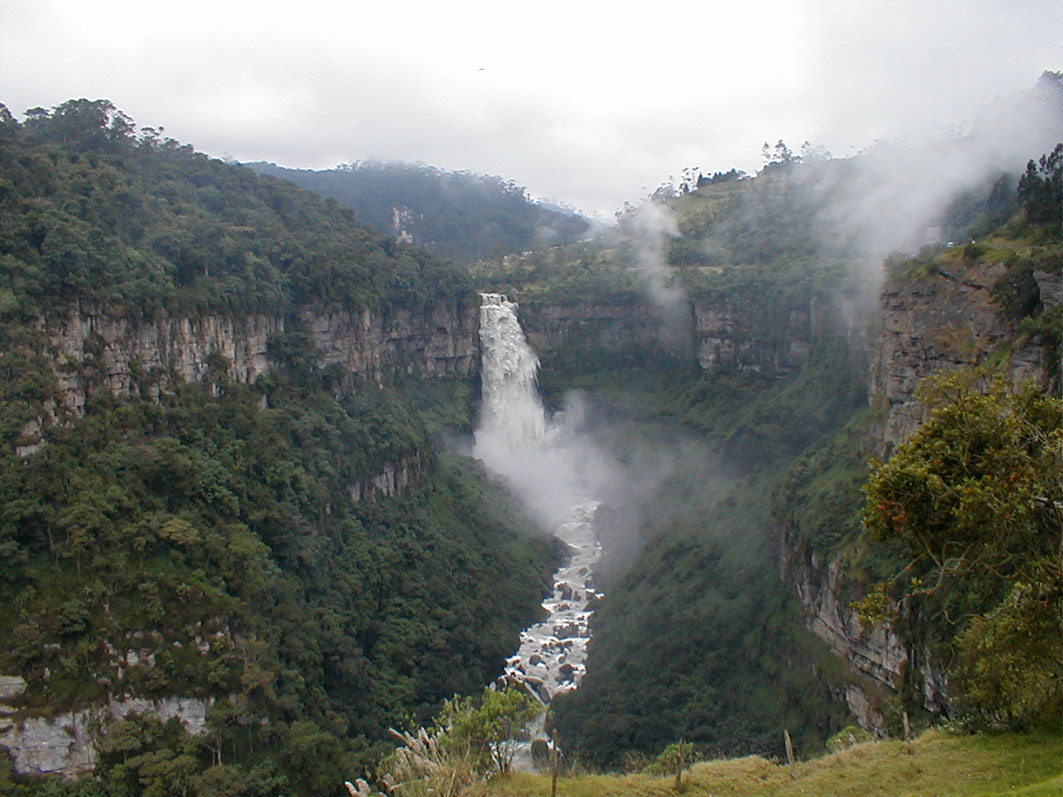
Salto del Tequendama.

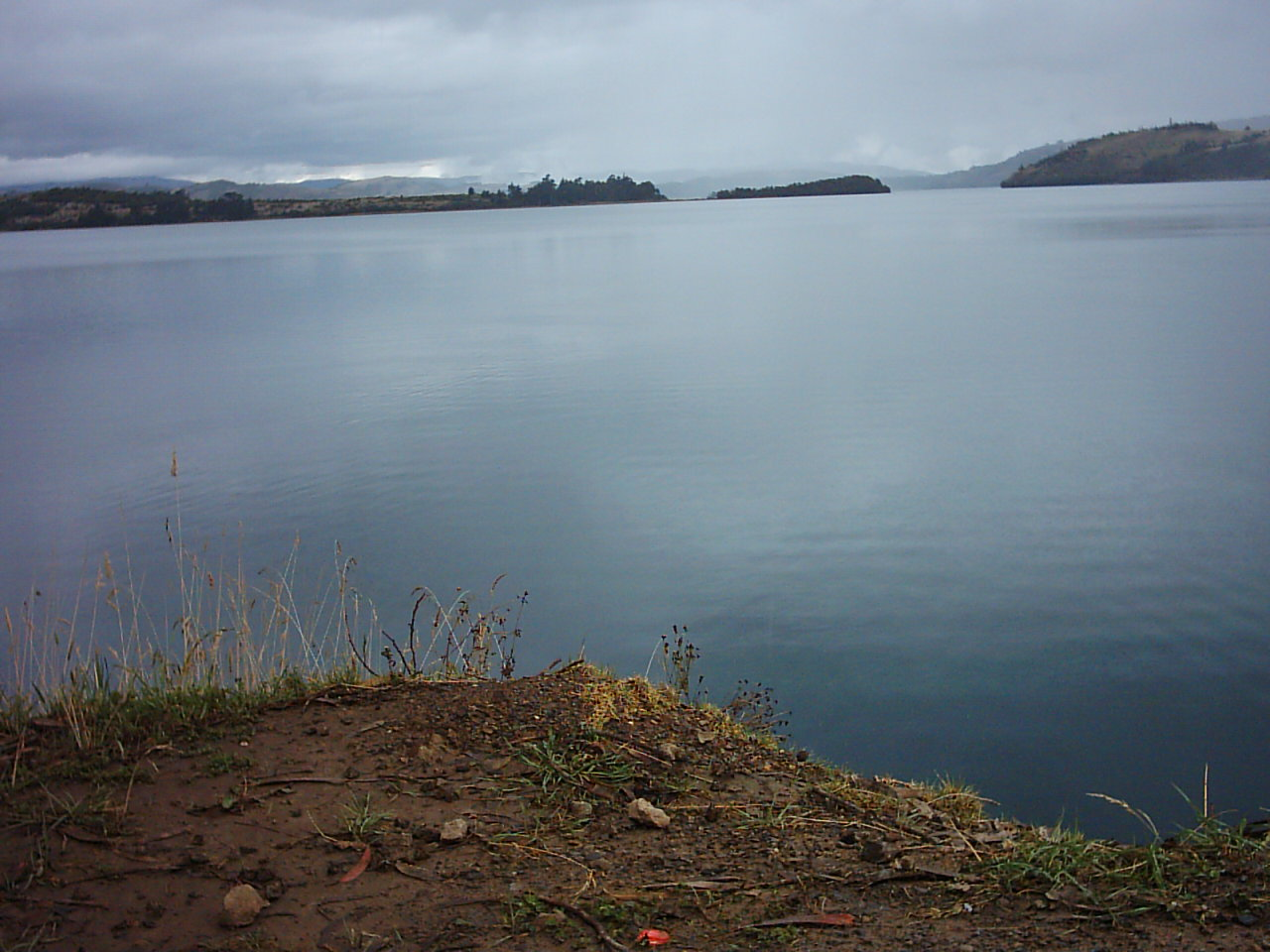
Aguas de la Laguna de Tota.

La Cordillera Oriental es fundamental para las cuencas hidrográficas de Colombia, ya que la región es la fuente de numerosos ríos que alimentan tanto las cuencas del río Magdalena en el occidente como las del río Orinoco en el este. Entre estos ríos se encuentran el Guaviare, Meta, Inírida, Orinoco, Catatumbo y Magdalena, que no solo son esenciales para la biodiversidad y el ecosistema local, sino que también son cruciales para las actividades humanas en la región, como la agricultura, el transporte y la generación de energía hidroeléctrica.
La ubicación estratégica de la cordillera también contribuye al suministro de agua potable para ciudades importantes como Bogotá, que depende de los recursos hídricos provenientes de las áreas altas de la cordillera.

### Ríos
- Río Arauca
- Río Ariari
- Río Ariporo
- Río Bogotá
- Río Caguán
- Río Carare
- Río Casanare
- Río Catatumbo
- Río Cesar
- Río Chicamocha
- Río El Indio
- Río Fonce
- Río Frío
- Río Fucha
- Río Guatiquía
- Río Guaviare
- Río Guayabero
- Río Hacha
- Río Juan Amarillo
- Río Loro
- Río Magdalena
- Río Margua
- Río Meta
- Río Playón
- Río Oirá
- Río Opón
- Río Orteguaza
- Río de Oro
- Río San Francisco
- Río Saravita
- Río Sogamoso
- Río Suárez
- Río Suaza
- Río Táchira
- Río Tunjuelo
- Río Zulia

### Lagos
- Laguna de Chingaza
- Laguna de Fúquene
- Laguna de Iguaque
- Laguna de Tota
- Lagunas de Siecha

## Parques naturales
La Cordillera Oriental alberga varios parques nacionales naturales que son esenciales para la conservación de la biodiversidad del país. Algunos de los más importantes incluyen el Parque Nacional Natural Chingaza, conocido por su biodiversidad y su rol como regulador del suministro de agua para Bogotá, y el Parque Nacional Natural Sierra Nevada del Cocuy, hogar de los únicos picos nevados de la cordillera.
Otros parques clave son el Parque Nacional Natural Sumapaz, que cubre uno de los páramos más grandes de Colombia, y el Parque Nacional Natural Tamá, que es conocido por su rica biodiversidad y su contribución al equilibrio ecológico en la región. Además, la región cuenta con diversos santuarios de fauna y flora, como el Santuario de Fauna y Flora Iguaque, que protege especies endémicas y ecosistemas únicos.
Estos parques no solo son vitales para la protección del medio ambiente, sino que también juegan un papel importante en el ecoturismo y la investigación científica.

### Parques nacionales
- Parque nacional natural Catatumbo Barí
- Parque nacional natural Cordillera de los Picachos
- Parque nacional natural Cueva de los Guácharos
- Parque nacional natural Chingaza
- Parque nacional natural Pisba
- Parque nacional natural Serranía de los Yariguíes
- Parque nacional natural Sierra Nevada del Cocuy
- Parque nacional natural Sumapaz
- Parque nacional natural Tamá
- Área natural única Los Estoraques
- Santuario de fauna y flora Guanentá Alto Río Fonce
- Santuario de fauna y flora Iguaque

### Parques regionales
- Parque nacional del Chicamocha
- Reserva forestal protectora El Malmo